# Jarvis (Schiff, 1944)
Die USS Jarvis (DD-799) war ein zur Fletcher-Klasse gehörender Zerstörer der United States Navy. Der Zerstörer wurde im Zweiten Weltkrieg und im Koreakrieg eingesetzt. 1960 wurde sie im Rahmen des Military Assistance Program leihweise an Spanien übergeben, die sie als Alcalá Galiano in Dienst stellte. 1988 wurde das Schiff abgebrochen.

## Namensgeber
James C. Jarvis (1787–1800) war Midshipman in der US Navy. Im Alter von 13 Jahren fiel er im Gefecht zwischen den Fregatten USS Constellation und La Vengeance am 2. Februar 1800.

## Technik

### Rumpf und Antrieb
Der Rumpf der USS Jarvis war 114,76 m lang und 12,09 m breit. Der Tiefgang betrug 5,41 m, die Verdrängung 2.050 ts (2.080 t). Der Antrieb des Schiffs erfolgte durch zwei Dampfturbinen von General Electric, der Dampf wurde in vier Kesseln von Babcock & Wilcox erzeugt. Die Wellenleistung betrug 60.000 hp (45 MW), die Höchstgeschwindigkeit lag bei 35 kn (65 km/h).

### Bewaffnung und Elektronik
Hauptbewaffnung des Zerstörers waren bei Indienststellung die fünf 5"/38-Mk.30-Einzeltürme. Zur Flugabwehr befanden sich zehn 40-mm-Flugabwehrkanonen und zehn 20-mm-Geschütze an Bord.
Die USS Jarvis war mit Radar ausgerüstet. Am Mast über der Brücke waren ein SG- und ein SC-Radar montiert, mit denen Flugzeuge auf Entfernungen zwischen 15 und 30 Seemeilen und Schiffe in Entfernungen zwischen 10 und 22 Seemeilen geortet werden konnten. Zur Unterwasserortung war ein QC-Sonar eingebaut.

## Geschichte
Die USS Jarvis wurde am 7. Juni 1943 bei Seattle-Tacoma Shipbuilding Corporation auf Kiel gelegt und lief am 14. Februar 1944 vom Stapel. Taufpatin war die Tochter des Senators von Oregon Rufus C. Holman. Am 3. Juni 1944 wurde der Zerstörer unter dem Kommando von Commander E. B. Ellsworth in Dienst gestellt.

### 1944–1945
Am 25. August verließ die USS Jarvis nach Abschluss ihrer Erprobungsfahrten Seattle als Eskorte des Schlachtschiffes South Dakota mit Kurs auf Pearl Harbor Sie verließ Hawaii am 3. September und verlegte nach Adak in Alaska. Dort gehörte sie zu den Seestreitkräften im Nordpazifikraum, die unter anderem Operationen gegen die Kurilen durchführten sowie Vorstöße gegen den japanischen Schiffsverkehr und Küstenstellungen zwischen Paramushiru und Matsuwa unternahmen. Nach der Kapitulation Japans am 15. August 1945 lief sie nach Aomori auf Honshū, um im Rahmen der Besetzung Japans Truppenanlandungen zu unterstützen sowie militärische Einrichtungen auf Honshū und Hokkaidō zu zerstören. Der Zerstörer nahm am 19. November Kurs auf Hawaii und beteiligte sich an der Operation Magic Carpet, in dem sie am 1. Dezember 1945 Truppen über San Diego und den Panamakanal zur Ostküste der Vereinigten Staaten transportierte. Am 22. Dezember 1945 erreichte sie die Charleston Navy Yard.

### 1946–1950
Am 11. April 1946 wurde die USS Jarvis der Reserveflotte zugeteilt und am 29. Juni außer Dienst gestellt. Bedingt durch die Entwicklung der Lage in Korea wurde 1950 beschlossen, den Zerstörer wieder zu aktivieren.

### 1951–1954
Nach einer Überholung wurde die USS Jarvis am 8. Februar 1951 unter dem Kommando von Commander E. F. Rye erneut in Dienst gestellt. Bevor sie am 15. Mai 1952 Kurs auf Korea nahm, wurde sie von Charleston und Norfolk aus im Atlantik eingesetzt. Durch den Panamakanal verlegte sie mit Stopps an der Westküste der Vereinigten Staaten und in Japan an die koreanische Ostküste. Sie begann am 23. Juni 1952 mit ihren Patrouillenfahrten entlang der Küste zwischen Songjin und Chongjin und operierte zusammen mit den Einheiten der 7. US-Flotte. Am 18. August lief sie Yokosuka an und patrouillierte vom 26. September bis zum 10. Oktober in der Formosastraße. Anschließend verlegte sie nach Subic Bay, um von dort am 18. Oktober zurück nach Norfolk zu fahren. Sie erreichte Norfolk nach Aufenthalten in Ceylon, Sues und Gibraltar am 12. Dezember 1952. Bis Ende 1954 diente die USS Jarvis in der Atlantikflotte und war von Mai bis Juli 1954 der 6. US-Flotte im Mittelmeer unterstellt.

### 1955–1960
Im Januar 1955 verlegte die USS Jarvis nach Long Beach. Nach dem Abschluss der Ausbildung verließ sie den Stützpunkt am 21. April 1955, um mit der 7. US-Flotte im Westpazifik zwischen Japan und den Philippinen zu operieren. Insgesamt wurde sie in den folgenden Jahren fünfmal nach Fernost entsandt und unternahm Patrouillenfahrten im Rahmen der Taiwan Patrol. 1955 nahm sie an der Operation Passage to Freedom, der Evakuierung von Flüchtlingen von Nord- nach Südvietnam, teil. Während der Zweiten Quemoy-Krise wurde die USS Jarvis zur Unterstützung der Republik China eingesetzt. Am 4. März 1960 kehrte sie von ihrer fünften Fahrt nach Fernost in den Marinestützpunkt Long Beach zurück.
Am 24. September 1960 nahm sie Kurs auf die Ostküste und erreichte am 16. Oktober die Philadelphia Navy Yard. Die USS Jarvis wurde am 24. Oktober 1960 außer Dienst gestellt und gehörte anschließend erneut zur Reserveflotte.

## Alcalá Galiano (44/D24)
Im Rahmen des Military Assistance Program wurde der Zerstörer am 3. November 1960 leihweise für vorerst fünf Jahre an Spanien übergeben. Die spanische Marine stellte das Schiff als SPS Alcalá Galiano in Dienst. Die anfängliche Kennung 44 wurde später in D 24 geändert und die Leihfrist verlängert.
Die Alcalá Galiano wurde am 1. Oktober 1988 außer Dienst gestellt und im Dezember zum Abbruch verkauft.

## Auszeichnungen
Die USS Jarvis erhielt einen Battle Star für ihre Dienste im Zweiten Weltkrieg und einen weiteren für die Einsätze im Koreakrieg.